# 2010-es Formula–1 abu-dzabi nagydíj
Az abu-dzabi nagydíj volt a 2010-es Formula–1 világbajnokság tizenkilencedik, egyben utolsó futama, amelyet 2010. november 12. és november 14. között rendeztek meg az Egyesült Arab Emírségekbeli Yas Island Circuit-en.

## Szabadedzések

### Első szabadedzés
Az abu-dzabi nagydíj első szabadedzését november 12-én, pénteken tartották.
Az edzés vizes pályán kezdődött el a reggeli zivatarok miatt, de a pálya gyorsan felszáradt és nem okozott gondot csak Fairuz Fauzy-nak a Lotus tesztpilótájának aki megpörgött de folytatta az edzést.Rubens Barrichello autója megadta magát a levezető körén.
| Helyezés | Versenyző          | Csapat/Motor         | Elért idő | Különbség | Futott kör |
| -------- | ------------------ | -------------------- | --------- | --------- | ---------- |
| 1        | Sebastian Vettel   | Red Bull-Renault     | 1:42,760  | −         | 18         |
| 2        | Lewis Hamilton     | McLaren-Mercedes     | 1:43,369  | + 0,609   | 16         |
| 3        | Jenson Button      | McLaren-Mercedes     | 1:43,785  | + 1,025   | 19         |
| 4        | Mark Webber        | Red Bull-Renault     | 1:43,840  | + 1,080   | 19         |
| 5        | Robert Kubica      | Renault              | 1:44,080  | + 1,320   | 19         |
| 6        | Fernando Alonso    | Ferrari              | 1:44,121  | + 1,361   | 17         |
| 7        | Michael Schumacher | Mercedes             | 1:44,199  | + 1,439   | 19         |
| 8        | Kobajasi Kamui     | Sauber-Ferrari       | 1:44,604  | + 1,844   | 18         |
| 9        | Nico Rosberg       | Mercedes             | 1:44,718  | + 1,958   | 19         |
| 10       | Nick Heidfeld      | Sauber-Ferrari       | 1:44,737  | + 1,977   | 19         |
| 11       | Felipe Massa       | Ferrari              | 1:45,160  | + 2,400   | 18         |
| 12       | Vitalij Petrov     | Renault              | 1:45,445  | + 2,685   | 21         |
| 13       | Rubens Barrichello | Williams-Cosworth    | 1:45,474  | + 2,714   | 15         |
| 14       | Adrian Sutil       | Force India-Mercedes | 1:45,552  | + 2,792   | 20         |
| 15       | Vitantonio Liuzzi  | Force India-Mercedes | 1:45,585  | + 2,825   | 14         |
| 16       | Jaime Alguersuari  | Toro Rosso-Ferrari   | 1:46,003  | + 3,243   | 20         |
| 17       | Nico Hülkenberg    | Williams-Cosworth    | 1:46,644  | + 3,884   | 19         |
| 18       | Sébastien Buemi    | Toro Rosso-Ferrari   | 1:47,105  | + 4,345   | 22         |
| 19       | Timo Glock         | Virgin-Cosworth      | 1:48,450  | + 5,690   | 19         |
| 20       | Jarno Trulli       | Lotus-Cosworth       | 1:48,472  | +5,712    | 17         |
| 21       | Lucas di Grassi    | Virgin-Cosworth      | 1:49,375  | + 6,615   | 13         |
| 22       | Bruno Senna        | HRT-Cosworth         | 1:49,590  | + 6,830   | 18         |
| 23       | Christian Klien    | HRT-Cosworth         | 1:50,274  | + 7,514   | 17         |
| 24       | Fairuz Fauzy       | Lotus-Cosworth       | 1:51,705  | + 8,945   | 18         |

### Második szabadedzés
Az abu-dzabi nagydíj második szabadedzését november 12-én, pénteken tartották.
| Helyezés | Versenyző          | Csapat/Motor         | Elért idő | Különbség | Futott kör |
| -------- | ------------------ | -------------------- | --------- | --------- | ---------- |
| 1        | Lewis Hamilton     | McLaren-Mercedes     | 1:40,888  | −         | 25         |
| 2        | Sebastian Vettel   | Red Bull-Renault     | 1:41,145  | + 0,257   | 28         |
| 3        | Fernando Alonso    | Ferrari              | 1:41,314  | + 0,426   | 29         |
| 4        | Mark Webber        | Red Bull-Renault     | 1:41,315  | + 0,427   | 29         |
| 5        | Robert Kubica      | Renault              | 1:41,576  | + 0,688   | 31         |
| 6        | Felipe Massa       | Ferrari              | 1:41,583  | + 0,695   | 21         |
| 7        | Vitalij Petrov     | Renault              | 1:42,096  | + 1,208   | 31         |
| 8        | Jenson Button      | McLaren-Mercedes     | 1:42,132  | + 1,244   | 28         |
| 9        | Vitantonio Liuzzi  | Force India-Mercedes | 1:42,203  | + 1,315   | 31         |
| 10       | Nico Rosberg       | Mercedes             | 1:42,222  | + 1,334   | 29         |
| 11       | Michael Schumacher | Mercedes             | 1:42,246  | + 1,358   | 29         |
| 12       | Nico Hülkenberg    | Williams-Cosworth    | 1:42,449  | + 1,561   | 32         |
| 13       | Adrian Sutil       | Force India-Mercedes | 1:42,535  | + 1,647   | 21         |
| 14       | Kobajasi Kamui     | Sauber-Ferrari       | 1:42,768  | + 1,880   | 26         |
| 15       | Rubens Barrichello | Williams-Cosworth    | 1:42,914  | + 2,026   | 37         |
| 16       | Nick Heidfeld      | Sauber-Ferrari       | 1:42,950  | + 2,062   | 34         |
| 17       | Jaime Alguersuari  | Toro Rosso-Ferrari   | 1:43,128  | + 2,240   | 17         |
| 18       | Sébastien Buemi    | Toro Rosso-Ferrari   | 1:43,584  | + 2,696   | 33         |
| 19       | Heikki Kovalainen  | Lotus-Cosworth       | 1:45,180  | + 4,292   | 36         |
| 20       | Timo Glock         | Virgin-Cosworth      | 1:45,259  | + 4,371   | 31         |
| 21       | Jarno Trulli       | Lotus-Cosworth       | 1:45,612  | +4,724    | 35         |
| 22       | Lucas di Grassi    | Virgin-Cosworth      | 1:46,053  | + 5,165   | 29         |
| 23       | Christian Klien    | HRT-Cosworth         | 1:47,210  | + 6,322   | 32         |
| 24       | Bruno Senna        | HRT-Cosworth         | 1:47,434  | + 6,546   | 28         |

### Harmadik szabadedzés
Az abu-dzabi nagydíj harmadik szabadedzését november 13-án, szombaton tartották.
| Helyezés | Versenyző          | Csapat/Motor         | Elért idő | Különbség | Futott kör |
| -------- | ------------------ | -------------------- | --------- | --------- | ---------- |
| 1        | Sebastian Vettel   | Red Bull-Renault     | 1:40,696  | −         | 18         |
| 2        | Mark Webber        | Red Bull-Renault     | 1:40,829  | + 0,133   | 15         |
| 3        | Lewis Hamilton     | McLaren-Mercedes     | 1:41,280  | + 0,584   | 13         |
| 4        | Fernando Alonso    | Ferrari              | 1:41,490  | + 0,794   | 14         |
| 5        | Jenson Button      | McLaren-Mercedes     | 1:41,578  | + 0,882   | 17         |
| 6        | Vitalij Petrov     | Renault              | 1:41,689  | + 0,993   | 17         |
| 7        | Michael Schumacher | Mercedes             | 1:41,690  | + 0,994   | 18         |
| 8        | Nico Rosberg       | Mercedes             | 1:41,729  | + 1,033   | 17         |
| 9        | Robert Kubica      | Renault              | 1:41,877  | + 1,181   | 18         |
| 10       | Nick Heidfeld      | Sauber-Ferrari       | 1:41,893  | + 1,197   | 20         |
| 11       | Nico Hülkenberg    | Williams-Cosworth    | 1:41,934  | + 1,238   | 18         |
| 12       | Felipe Massa       | Ferrari              | 1:41,978  | + 1,282   | 14         |
| 13       | Rubens Barrichello | Williams-Cosworth    | 1:42,316  | + 1,620   | 15         |
| 14       | Kobajasi Kamui     | Sauber-Ferrari       | 1:42,566  | + 1,870   | 16         |
| 15       | Adrian Sutil       | Force India-Mercedes | 1:42,587  | + 1,891   | 18         |
| 16       | Vitantonio Liuzzi  | Force India-Mercedes | 1:42,858  | + 2,162   | 14         |
| 17       | Jaime Alguersuari  | Toro Rosso-Ferrari   | 1:42,993  | + 2,297   | 20         |
| 18       | Sébastien Buemi    | Toro Rosso-Ferrari   | 1:43,344  | + 2,648   | 18         |
| 19       | Heikki Kovalainen  | Lotus-Cosworth       | 1:44,876  | + 4,180   | 15         |
| 20       | Jarno Trulli       | Lotus-Cosworth       | 1:45,048  | +4,352    | 23         |
| 21       | Timo Glock         | Virgin-Cosworth      | 1:45,050  | + 4,354   | 20         |
| 22       | Bruno Senna        | HRT-Cosworth         | 1:45,490  | + 4,794   | 16         |
| 23       | Lucas di Grassi    | Virgin-Cosworth      | 1:45,629  | + 4,933   | 22         |
| 24       | Christian Klien    | HRT-Cosworth         | 1:46,464  | + 5,768   | 17         |

## Időmérő edzés
Az abu-dzabi nagydíj időmérő edzését november 13-án, szombaton futották.
| Helyezés | Versenyző          | Csapat/Motor         | 1. rész  | 2. rész  | 3. rész  |
| -------- | ------------------ | -------------------- | -------- | -------- | -------- |
| 1        | Sebastian Vettel   | Red Bull-Renault     | 1:40.318 | 1:39.874 | 1:39.394 |
| 2        | Lewis Hamilton     | McLaren-Mercedes     | 1:40.335 | 1:40.119 | 1:39.425 |
| 3        | Fernando Alonso    | Ferrari              | 1:40.170 | 1:40.311 | 1:39.792 |
| 4        | Jenson Button      | McLaren-Mercedes     | 1:40.877 | 1:40.014 | 1:39.823 |
| 5        | Mark Webber        | Red Bull-Renault     | 1:40.690 | 1:40.074 | 1:39.925 |
| 6        | Felipe Massa       | Ferrari              | 1:40.942 | 1:40.323 | 1:40.202 |
| 7        | Rubens Barrichello | Williams-Cosworth    | 1:40.904 | 1:40.476 | 1:40.203 |
| 8        | Michael Schumacher | Mercedes             | 1:41.222 | 1:40.452 | 1:40.516 |
| 9        | Nico Rosberg       | Mercedes             | 1:40.231 | 1:40.060 | 1:40.589 |
| 10       | Vitalij Petrov     | Renault              | 1:41.018 | 1:40.658 | 1:40.901 |
| 11       | Robert Kubica      | Renault              | 1:41.336 | 1:40.780 |          |
| 12       | Kobajasi Kamui     | Sauber-Ferrari       | 1:41.045 | 1:40.783 |          |
| 13       | Adrian Sutil       | Force India-Mercedes | 1:41.473 | 1:40.914 |          |
| 14       | Nick Heidfeld      | Sauber-Ferrari       | 1:41.409 | 1:41.113 |          |
| 15       | Nico Hülkenberg    | Williams-Cosworth    | 1:41.015 | 1:41.418 |          |
| 16       | Vitantonio Liuzzi  | Force India-Mercedes | 1:41.681 | 1:41.642 |          |
| 17       | Jaime Alguersuari  | Toro Rosso-Ferrari   | 1:41.707 | 1:41.738 |          |
| 18       | Sébastien Buemi    | Toro Rosso-Ferrari   | 1:41.824 |          |          |
| 19       | Jarno Trulli       | Lotus-Cosworth       | 1:43.516 |          |          |
| 20       | Heikki Kovalainen  | Lotus-Cosworth       | 1:43.712 |          |          |
| 21       | Timo Glock         | Virgin-Cosworth      | 1:44.095 |          |          |
| 22       | Lucas di Grassi    | Virgin-Cosworth      | 1:44.510 |          |          |
| 23       | Bruno Senna        | HRT-Cosworth         | 1:45.085 |          |          |
| 24       | Christian Klien    | HRT-Cosworth         | 1:45.296 |          |          |

## Futam
Az abu-dzabi nagydíj futama november 14-én, vasárnap rajtolt.
| Helyezés | Rajtszám | Versenyző          | Csapat/Motor         | Futott kör | Idő/Kiesés oka | Rajthely | Pont |
| -------- | -------- | ------------------ | -------------------- | ---------- | -------------- | -------- | ---- |
| 1        | 5        | Sebastian Vettel   | Red Bull-Renault     | 55         | 1:39:36.837    | 1        | 25   |
| 2        | 2        | Lewis Hamilton     | McLaren-Mercedes     | 55         | +10.162        | 2        | 18   |
| 3        | 1        | Jenson Button      | McLaren-Mercedes     | 55         | +11.047        | 4        | 15   |
| 4        | 4        | Nico Rosberg       | Mercedes             | 55         | +30.747        | 9        | 12   |
| 5        | 11       | Robert Kubica      | Renault              | 55         | +39.026        | 11       | 10   |
| 6        | 12       | Vitalij Petrov     | Renault              | 55         | +43.520        | 10       | 8    |
| 7        | 8        | Fernando Alonso    | Ferrari              | 55         | +43.797        | 3        | 6    |
| 8        | 6        | Mark Webber        | Red Bull-Renault     | 55         | +44.243        | 5        | 4    |
| 9        | 17       | Jaime Alguersuari  | Toro Rosso-Ferrari   | 55         | +50.201        | 17       | 2    |
| 10       | 7        | Felipe Massa       | Ferrari              | 55         | +50.868        | 6        | 1    |
| 11       | 22       | Nick Heidfeld      | Sauber-Ferrari       | 55         | +51.551        | 14       |      |
| 12       | 9        | Rubens Barrichello | Williams-Cosworth    | 55         | +57.686        | 7        |      |
| 13       | 14       | Adrian Sutil       | Force India-Mercedes | 55         | +58.325        | 13       |      |
| 14       | 23       | Kobajasi Kamui     | Sauber-Ferrari       | 55         | +59.558        | 12       |      |
| 15       | 16       | Sébastien Buemi    | Toro Rosso-Ferrari   | 55         | +1:03.178      | 18       |      |
| 16       | 10       | Nico Hülkenberg    | Williams-Cosworth    | 55         | +1:04.763      | 15       |      |
| 17       | 19       | Heikki Kovalainen  | Lotus-Cosworth       | 54         | +1 kör         | 20       |      |
| 18       | 25       | Lucas di Grassi    | Virgin-Cosworth      | 53         | +2 kör         | 22       |      |
| 19       | 21       | Bruno Senna        | HRT-Cosworth         | 53         | +2 kör         | 23       |      |
| 20       | 20       | Christian Klien    | HRT-Cosworth         | 53         | +2 kör         | 24       |      |
| 21       | 18       | Jarno Trulli       | Lotus-Cosworth       | 51         | +4 kör         | 19       |      |
| ki       | 24       | Timo Glock         | Virgin-Cosworth      | 43         | sebességváltó  | 21       |      |
| ki       | 3        | Michael Schumacher | Mercedes             | 0          | baleset        | 8        |      |
| ki       | 15       | Vitantonio Liuzzi  | Force India-Mercedes | 0          | baleset        | 16       |      |

## A világbajnokság végeredménye
| H   | Versenyzők         | Pont | H   | Konstruktőrök        | Pont |
| --- | ------------------ | ---- | --- | -------------------- | ---- |
| 1.  | Sebastian Vettel   | 256  | 1.  | Red Bull-Renault     | 498  |
| 2.  | Fernando Alonso    | 252  | 2.  | McLaren-Mercedes     | 454  |
| 3.  | Mark Webber        | 242  | 3.  | Ferrari              | 396  |
| 4.  | Lewis Hamilton     | 240  | 4.  | Mercedes             | 214  |
| 5.  | Jenson Button      | 214  | 5.  | Renault              | 163  |
| 6.  | Felipe Massa       | 144  | 6.  | Williams-Cosworth    | 69   |
| 7.  | Nico Rosberg       | 142  | 7.  | Force India-Mercedes | 68   |
| 8.  | Robert Kubica      | 136  | 8.  | Sauber-Ferrari       | 44   |
| 9.  | Michael Schumacher | 72   | 9.  | Toro Rosso-Ferrari   | 13   |
| 10. | Rubens Barrichello | 47   | 10. | Lotus-Cosworth       | 0    |

(A teljes táblázat)

## Statisztikák
Vezető helyen:
- Sebastian Vettel : 40 (1-24 / 40-55)
- Jenson Button : 15 (25-39)

Sebastian Vettel 10. győzelme, 15. pole pozíciója, 1. világbajnoki címe, Lewis Hamilton 8. leggyorsabb köre.
- Red Bull 15. győzelme.